# Clubiona laudata
Clubiona laudata är en spindelart som beskrevs av O. Pickard-Cambridge 1885. Clubiona laudata ingår i släktet Clubiona och familjen säckspindlar. Inga underarter finns listade i Catalogue of Life.